# Myzomela melanocephala
Myzomela melanocephala là một loài chim trong họ Meliphagidae.